# Liêm Phú
Liêm Phú là một xã thuộc huyện Văn Bàn, tỉnh Lào Cai, Việt Nam.
Xã Liêm Phú có diện tích 60,69 km², dân số năm 1999 là 2.925 người, mật độ dân số đạt 48 người/km².